# Смовдь
Смовдь (Peucedanum L.) — рід багаторічних зіллястих рослин з родини окружкових. Рід налічує понад 50 чи понад 70 видів, поширених у Євразії й незначній частині Африки.

## Біоморфологічна характеристика
Це багаторічні (рідше дворічні або монокарпні), часто голі рідше різноманітно волосисті, трави з (часто) коротким кореневищем. Стебло тонкосмугасте, зверху розгалужене. Листки черешкові, по-різному перисто- або трійчасто розділені, сегменти широкі або вузькі. Зонтики нещільно складні, кінцеві та бічні, містять від мало до багато квіток; приквітки численні або відсутні; промені численні або мало; приквіточки численні, рідко рідкісні або відсутні. Зубці чашечки короткі або атрофовані. Пелюстки зазвичай білі, зрідка рожеві або пурпурові, рідше блідо-жовті або зеленувато-кремові, від округлої до яйцюватої форми, з вузько зігнутою верхівкою. Плід еліпсоїдний, від довгастого до субкулястого, дорсально стиснутий; спинні ребра ниткоподібні, злегка виступають, бічні ребра потовщені й вузькокрилі.

## Етимологія
Слово смовдь, очевидно, є результатом давнього перенесення назви чеськ. smldi («молінія»), ст.-пол. smilz («щучник дернистий», Deschampsia caespitosa (L.) Р. В.), можливо, праєвропейського походження. Латинська назва Peucedanum походить від дав.-гр. πευκέδανον, яким позначали Peucedanum officinale.

## Смовдь в Україні
В Україні — такі види:
1. Смовдь-кукотина (Peucedanum alsaticum L., syn. Xanthoselinum alsaticum (L.) Schur, syn. Peucedanum lubimenkoanum Kotov) росте у Закарпатті (м. Берегово), рідко; в Поліссі (на півдні), Лісостепу і Степу (крім крайнього півдня), Криму (в передгір'ях, на ПБК — масив Карадаг, смт Планерское), зрідка;
2. Смовдь оленяча (Peucedanum cervaria (L.) Cuss.), запашна рослина, росте на лісових галявинах і серед чагарників у північно-західній частині України. Коріння містить 2,7 % етерової олії;
3. Смовдь широколиста (Peucedanum latifolium (M.Bieb.) DC., syn. Macroselinum latifolium (M. Bieb.) Schur) росте в Лісостепу (на півдні) та Степу;
4. Смовдь гірська (Peucedanum oreoselinum (L.) Moench., syn. Oreoselinum majus Garsault), росте на пісках у соснових лісах, переважно на Поліссі й у Лісостепу. Запашна, пряна рослина, насіння містить до 3 % етерової олії, застосовувалась у медицині як засіб проти хвороби шлунку;
5. Смовдь болотяна (Peucedanum palustre L. = Calestanta palustria (Moench.) Koz.Pol., syn. Thysselinum palustre (L.) Hoffm.), на болотах, у вільшняках, звичайно в Карпатах, на Поліссі й у Лісостепу;
6. Смовдь руська (Peucedanum ruthenicum M.Bieb.), що зустрічається на степових схилах, солонцях — обидва останні види застосовуються в народній медицині при шлункових захворюваннях, а також як сечогінний засіб. Смовдь руська багатолітня трав'яниста рослина. Для лікарських засобів використовують її корінь. Збирають у період спокою — ранньою весною до початку росту пагонів (квітень) або восени після відмирання наземної частини рослини (листопад), викопують за допомогою лопати. Після того, коли рослину викопали, з неї оббивають землю, обрізають зайві наземні частини та розрізають корені на частини.
7. Смовдь кримська (Peucedanum tauricum M.Bieb., за іншими даними є частиною Peucedanum ruthenicum M.Bieb.) росте у гірському Криму, зрідка.

перенесені види:
- смовдь піскова нині віднесена до іншого роду — Taeniopetalum arenarium (Waldst. & Kit.) V.N.Tikhom. (syn. Peucedanum arenarium Waldst. & Kit., у т. ч. Peucedanum borysthenicum Klokov )
- смовдь кминолиста нині віднесена до іншого роду — Dichoropetalum carvifolia (Vill.) Pimenov & Kljuykov (syn. Peucedanum carvifolia Vill., syn. Peucedanum euphimiae Kotov)